# Lac Matagami
Der Lac Matagami ist ein 236 km² großer See in Kanada, in der regionalen Grafschaftsgemeinde Jamésie (Verwaltungsregion Nord-du-Québec) in Québec.

## Geographie
Der Lac Matagami liegt 6,5 Kilometer nördlich der Ortschaft Matagami, 230 km südöstlich der James Bay sowie
190 km nördlich von Val-d’Or. Der See befindet sich in einer sumpfreichen Region im Norden von Québec. Er wird von mehreren Flüssen gespeist, darunter Rivière Allard, Rivière Bell, Rivière Gouault und Rivière Waswanipi. Der Rivière Nottaway entwässert den Lac Matagami nach Norden zur James Bay. Der See erreicht eine Breite von 14 km und eine Länge von 43 km.

## Geschichte
Der Lac Matagami wurde lange Zeit zwischen dem 18. und dem 20. Jahrhundert von der Hudson’s Bay Company als Transportweg für den Pelzhandel genutzt.

## Namensherkunft
In der Sprache der Cree bedeutet matagami so viel wie „Zusammentreffen der Wasser“, ein Bezug zu den größeren Flüssen, die in den See münden.